# Abdij Riddagshausen

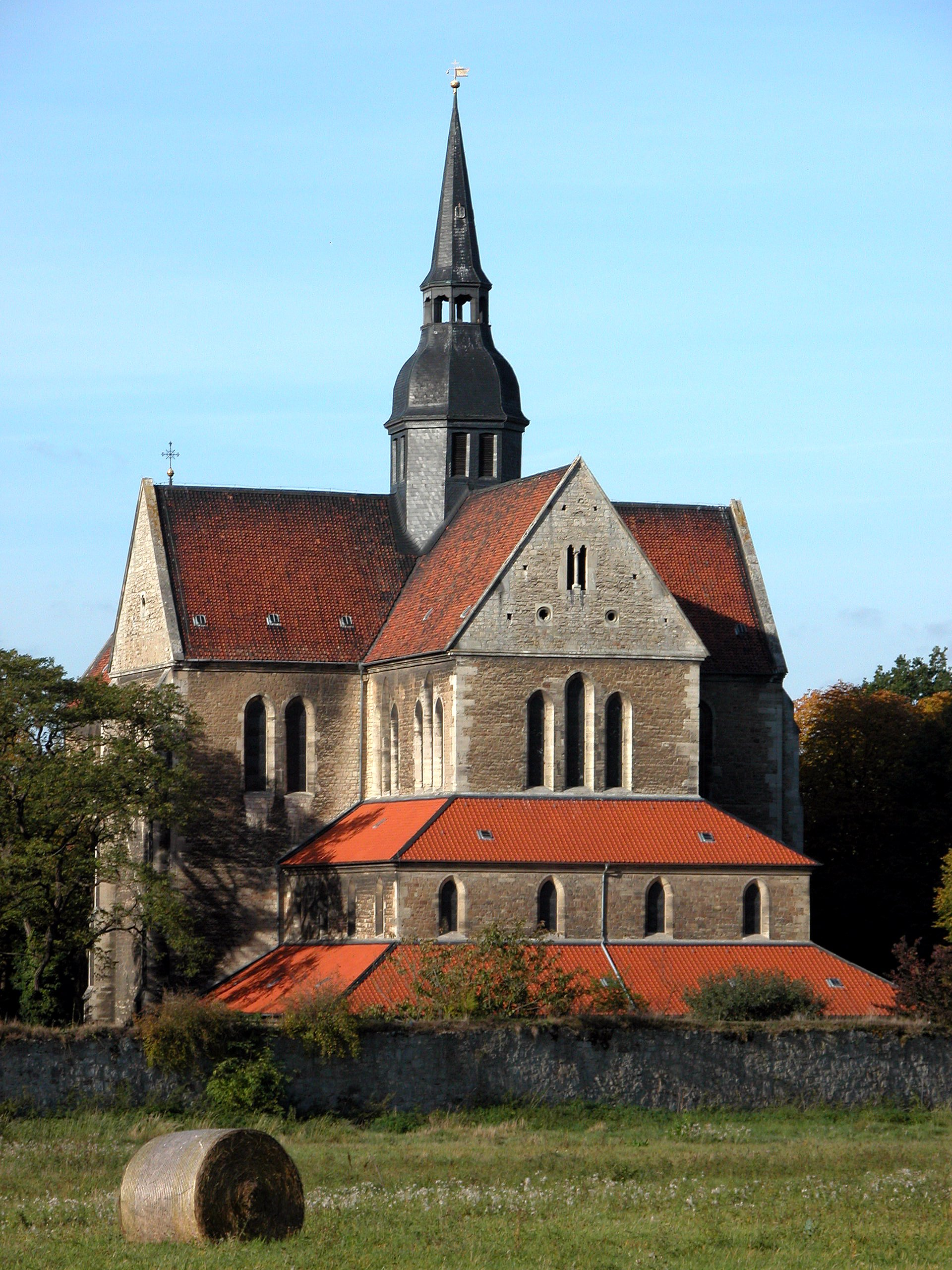
Klooster Riddagshausen

De abdij Riddagshausen was een cisterciënzerabdij bij Braunschweig in Nedersaksen.
Het klooster Riddagshausen bij Brunswijk werd gesticht door Ludolf van Wenden en in 1145 bevolkt vanuit het Klooster Amelungsborn (dat weer vanuit het eerste Duitse klooster, Klooster Kamp was gesticht). Reeds in 1146 werd het bezit vergroot door Hendrik de Leeuw met de villa Reddageshausen en in de eeuwen daarna breidde het bezit zich verder uit.
Abt Johannes Lorbeer (overleden 1586) voerde in 1568 definitief de Reformatie in. Sinds 1625 was de eerste theoloog van Brunswijk tevens abt van Riddagshausen. In 1776 kwam de abdij zelfs nog voor in een lijst van de Nederrijns-Westfaalse Kreits.
Het kloosterdomein vormde van 1822 tot 1934 een eigen gemeente.